# Grigore Cornicioiu
Grigore N. Cornicioiu (n. 20 octombrie 1883, Târgu Jiu – d. 16 septembrie 1952, Închisoarea Văcărești) a fost un general român, care a îndeplinit funcția de comandant al Corpului Grănicerilor (1 septembrie 1937 - 3 martie 1939).

## Biografie
Grigore N. Cornicioiu s-a născut la data de 20 octombrie 1883, în orașul Târgu Jiu. A urmat cursurile Școlii de Infanterie și Cavalerie din București, pe care le-a absolvit la 1 iulie 1904. În anii 1930 a comandat, cu gradul de colonel, Brigada de grăniceri din București și a fost președintele comitetului de redacție al revistei Grănicerul. A fost secretar general al Ministerului Apărării (1937).
A îndeplinit funcția de comandant al Corpului Grănicerilor în perioada 1 septembrie 1937 - 3 martie 1939. A fost înaintat la gradul de general de corp de armată cu începere de la data de 8 iunie 1940.
În perioada 2 iunie - 9 septembrie 1940 generalul de corp de armată Grigore Cornicioiu a îndeplinit funcția de comandant al Armatei 1.
A fost trecut în retragere prin decretul-lege nr. 3.094 din 9 septembrie 1940 al generalului Ion Antonescu, Conducătorul Statului Român și președinte al Consiliului de Miniștri, împreună cu mai mulți generali considerați a fi apropiați fostului rege Carol al II-lea și acuzați că, în calitate de înalți comandanți militari, s-ar fi comportat necorespunzător în împrejurările dramatice din vara anului 1940. Decretul-lege prevedea scoaterea mai multor generali din cadrele active ale armatei cu următoarea justificare: „având în vedere că următorii ofițeri generali au săvârșit acte grave de incapacitate, demoralizând prin fapta lor prestigiul oștirii și elementarele comandamente ale răspunderii de ostaș. Având în vedere că prin lingușiri și metode incompatibile cu demnitatea de ostaș au ocupat înalte comandamente, încurajând apoi neseriozitatea și lipsa demnității ofițerești; Având în vedere că prin incapacitatea acestor ofițeri generali s'a ajuns la decăderea oștirii și la acte grave prin pierderea granițelor; Socotind că Națiunea trebue să primească exemplul datoriei și al răspunderii prin sancționarea celor care s'au făcut vinovați de aceste abateri”. Efectele decretului-lege au fost anulate la 1 septembrie 1944, iar generalul Cornicioiu a fost reintegrat în drepturi începând cu data trecerii sale în retragere.
Generalul Cornicioiu a fost apoi trecut în rezervă pentru limită de vârstă, începând cu data de 3 decembrie 1944. A fost înaintat la gradul de general de armată în rezervă începând cu data de 4 decembrie 1944, prin decretul nr. 425 din 15 februarie 1945.
A fost arestat la 15 mai 1951, murind în Închisoarea Văcărești, la  16 septembrie 1952.